# Resolutie 2231 Veiligheidsraad Verenigde Naties
Resolutie 2231 van de Veiligheidsraad van de Verenigde Naties werd unaniem door de VN-Veiligheidsraad aangenomen op 20 juli 2015. De resolutie keurde het akkoord over Irans kernprogramma van 14 juli goed en stelde het afschaffen van de sancties tegen Iran voorop als dat akkoord zou worden nageleefd.

## Achtergrond
Irans nucleaire programma werd reeds in de jaren 1950 en met Amerikaanse ondersteuning op touw gezet om kernenergie voort te brengen. Na de Iraanse Revolutie in 1979 lag het kernprogramma stil. Eind jaren 1980 werd het, deze keer zonder westerse steun maar met medewerking van Rusland en China, hervat. Er rees echter internationale bezorgdheid dat het land ook de ambitie had om kernwapens te ontwikkelen.
Na jarenlange onderhandelingen werd in 2015 een akkoord bereikt tussen Iran enerzijds en de vijf permanente leden van de VN-Veiligheidsraad, Duitsland en de Europese Unie anderzijds. Onder dat akkoord zou Iran het kernprogramma sterk reduceren en inspecties toelaten in ruil voor het opheffen van de sancties tegen het land.

## Inhoud
Op 14 juli 2015 hadden China, Frankrijk, Duitsland, Rusland, het Verenigd Koninkrijk, de Verenigde Staten, de Europese Unie en Iran in Wenen een akkoord gesloten over het Iraanse kernprogramma, het Gezamenlijk Uitgebreid Actieplan; dat ook de steun van de Veiligheidsraad kreeg. Iran bevestigde daarin nooit kernwapens te willen verwerven. De andere landen wilden transparantie en een goede samenwerking om het akkoord geheel uit te voeren. Het toezicht door het Internationaal Atoomenergieagentschap (IAEA) zou andere landen ook overtuigen van de vreedzame bedoelingen van het Iraanse kernprogramma. Nu de nucleaire kwestie van de baan was, wilde men ook de banden met het land opnieuw aanhalen.
Het IAEA werd gevraagd regelmatig te rapporteren over de uitvoering van het akkoord en te laten weten wanneer Iran alle afspraken was nagekomen. Op dat moment zouden de sancties tegen het land worden opgeheven. Ook zouden tien jaar na het akkoord, op 14 juli 2025 dus, de provisies in deze resolutie komen te vervallen en de kwestie verdwijnen van de agenda van de Veiligheidsraad. Mocht een van de betrokken landen het akkoord echter niet naleven, dan zou de Veiligheidsraad binnen een maand tijd een resolutie voorbereiden om de sancties opnieuw in te stellen. Iran had al aangegeven dat het zijn verplichtingen onder het akkoord niet langer zou nakomen als dit gebeurde.

## Verwante resoluties
- Resolutie 2159 Veiligheidsraad Verenigde Naties (2014)
- Resolutie 2224 Veiligheidsraad Verenigde Naties

Lijst ·  2196 ·  2197 ·  2198 ·  2199 ·  2200 ·  2201 ·  2202 ·  2203 ·  2204 ·  2205 ·  2206 ·  2207 ·  2208 ·  2209 ·  2210 ·  2211 ·  2212 ·  2213 ·  2214 ·  2215 ·  2216 ·  2217 ·  2218 ·  2219 ·  2220 ·  2221 ·  2222 ·  2223 ·  2224 ·  2225 ·  2226 ·  2227 ·  2228 ·  2229 ·  2230 ·  2231 ·  2232 ·  2233 ·  2234 ·  2235 ·  2236 ·  2237 ·  2238 ·  2239 ·  2240 ·  2241 ·  2242 ·  2243 ·  2244 ·  2245 ·  2246 ·  2247 ·  2248 ·  2249 ·  2250 ·  2251 ·  2252 ·  2253 ·  2254 ·  2255 ·  2256 ·  2257 ·  2258 ·  2259